# Forneus
Na demonologia, Forneus, também chamado de Proteus ou Eureur, é o Grande Marquês do inferno, e tem vinte e nove legiões de demónios sob suas regras. Seu nome geralmente é associado ao latim, "fornus", "furnus", forno, mas essa associação é questionável, dado que nada em sua aparência ou dons paranormais tenham a ver com o instrumento em questão.
Forneus ensina retórica e reconcilização, e inspira o estudo de línguas e culturas antigas, dá bons nomes aos homens e faz com que sejam amados pelos seus amigos e inimigos; Forneus também pode ser associado à cura, à sabedoria e à mudança, podendo alterar sua própria forma física como simbologia à mudança das coisas.
Ele é retratado de diferentes formas a depender do contexto e do autor que o descreve: como um monstro marinho, normalmente híbrido de uma baleia e de um tubarão lembra o Leviatã; com braços no lugar de barbatanas dorsais ou até todo um busto humano no lugar da cabeça de um peixe, referencia o Deus grego Proteu, filho primogênito do titã Oceano e da titânide Tétis, irmão do mais conhecido Posídon, Proteu habitava a ilha de Pharos e era conhecido pelos seus dons de vidência, recusando-se a prever os futuros dos homens, transformava-se em monstruosidades para assustá-los, e apenas obedecia aqueles que fossem capazes de o capturar; na demonologia medieval, como em Ars Goetia, Forneus oscila entre sua forma marinha e um homem de cabelos negros.